# Molophilus (Molophilus) stygius
Molophilus (Molophilus) stygius is een tweevleugelige uit de familie steltmuggen (Limoniidae). De soort komt voor in het Neotropisch gebied.